# Neue Heimat
Neue Heimat Gemeinnützige Wohnungs- und Siedlungsgesellschaft m.b.H. (littéralement « Nouvelle Patrie »), abrégé en Neue Heimat (NH), était une société immobilière allemande à but non lucratif dont le siège était à Hambourg. Elle appartenait à la Confédération allemande des syndicats (DGB) et à ses syndicats affiliés. Elle est issue d'une société immobilière à but non lucratif fondée à Hambourg en 1926. Après 1950, Neue Heimat est devenue la plus grande entreprise de construction de logements non étatique en Europe, construisant plus de 460 000 appartements jusqu'en 1982. L'année 1998 marque la fin de la liquidation du groupe.

## Histoire
Après l’expropriation des associations syndicales de logement par les nazis, leurs biens sont transférés au Front allemand du travail en 1933. Depuis 1939, le nom unique de « Neue Heimat » est utilisé. Après la réforme monétaire (1948), la fondation de la République fédérale d'Allemagne (1949) et la restitution des logements aux syndicats (1948-1955), un groupe d'entreprises basé à Hambourg se développe, actif dans toute l’Allemagne de l'Ouest lors de la crise du logement d’après-guerre. L’entreprise construit des cités pour la location de logements, mais propose aussi des appartements en propriété occupante et des maisons individuelles.
Dans les « longues années soixante », Neue Heimat s’est diversifiée dans des secteurs échappant à la législation allemande sur le logement social (« Wohnungsgemeinnützigkeit »). Celle-ci prévoyait jusqu’en 1990 des avantages fiscaux et des prêts subventionnés pour les sociétés à but non lucratif, en contrepartie d’un plafonnement des profits et des loyers. Neue Heimat s’est aussi engagée dans l’urbanisme, la construction d’hôpitaux, de mairies, de centres commerciaux, etc. et à l’étranger. Au début des années 1970, la structure devient un groupe poursuivant à la fois des objectifs à but lucratif et non lucratif.
En 1973, plus de 1,5 million de personnes vivent dans des logements Neue Heimat. Malgré la crise pétrolière de 1973 et le contexte économique difficile, l’entreprise poursuit sa croissance, ce qui mène à de graves difficultés financières et à sa dissolution.
En 1982, des révélations du magazine Der Spiegel déclenchent une crise de légitimité : plusieurs membres du directoire se sont enrichis au détriment de l’entreprise et des locataires. En septembre 1986, les syndicats vendent le groupe à Horst Schiesser, entrepreneur extérieur au secteur, mais la transaction est annulée quelques semaines plus tard. Les actifs immobiliers sont alors vendus progressivement, de même que les filiales,.
Le coût de la liquidation de la partie lucrative du groupe pour la DGB et les syndicats est estimé à 1 milliard de DM ; les pertes liées à la liquidation de la partie à but non lucratif ne sont pas connues.

## Bâtiments et de grands complexes immobiliers (Exemples)

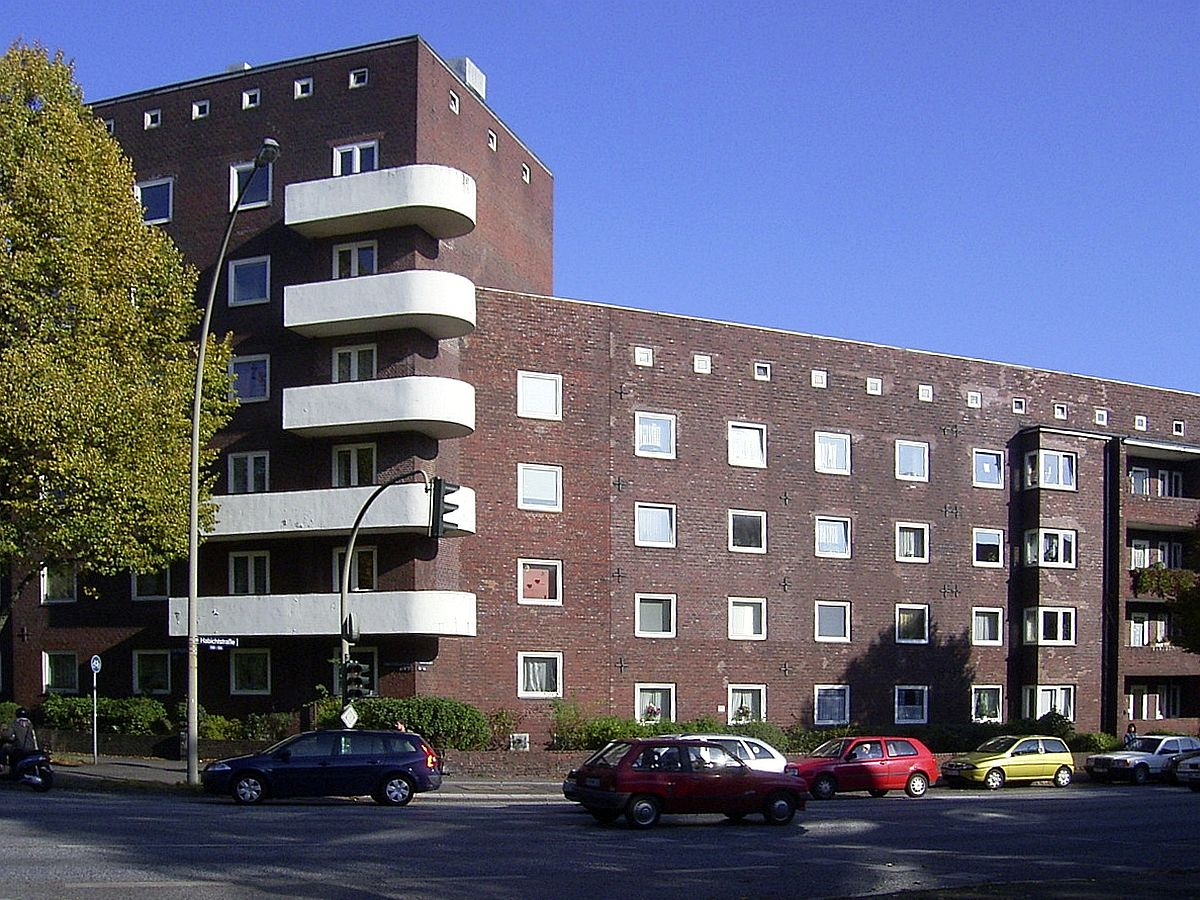
Immeuble à Barmbek-Nord (Hambourg), reconstruit après la Seconde Guerre mondiale
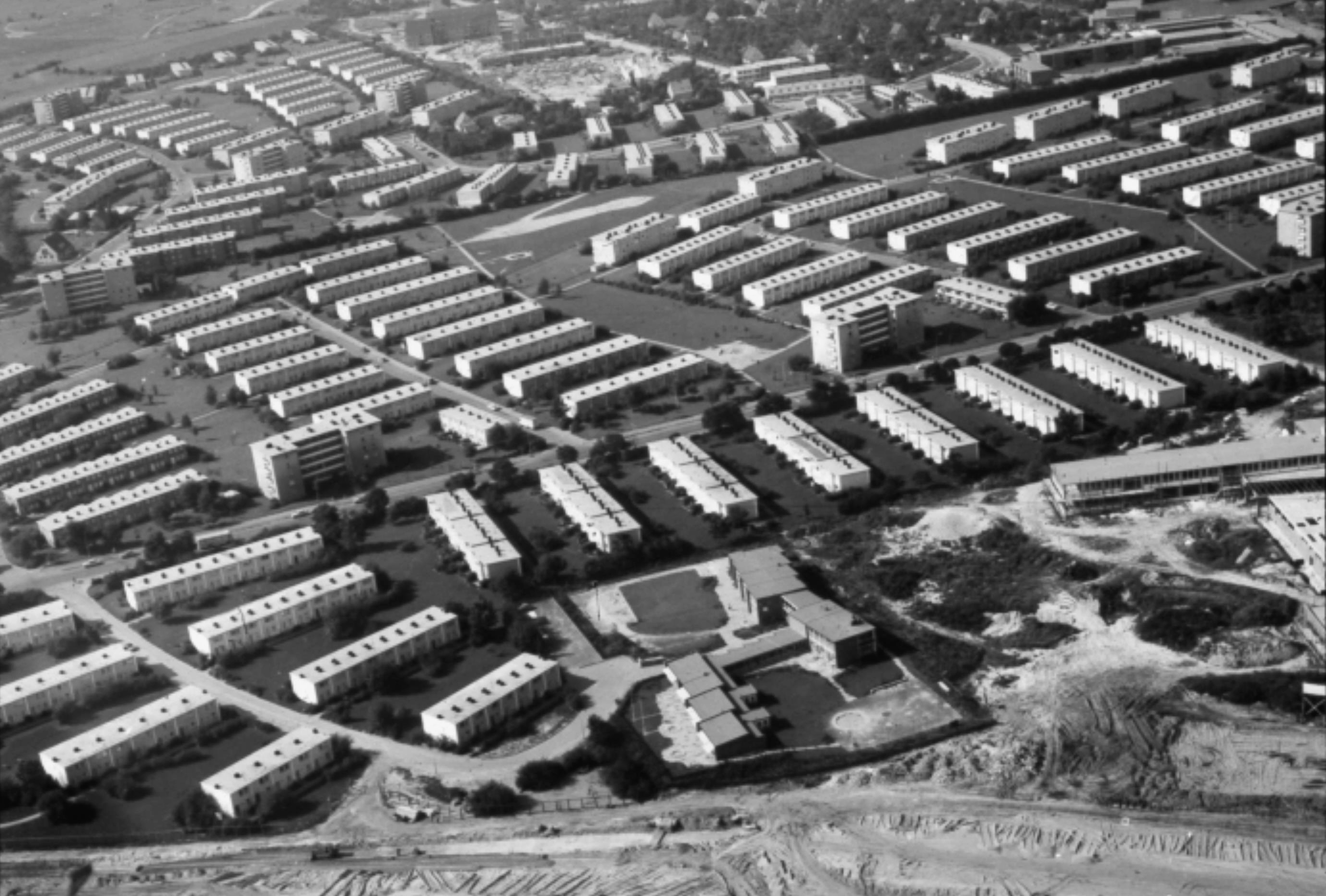
Vue aérienne de la « Gartenstadt Farmsen » à Hambourg (1953/54)
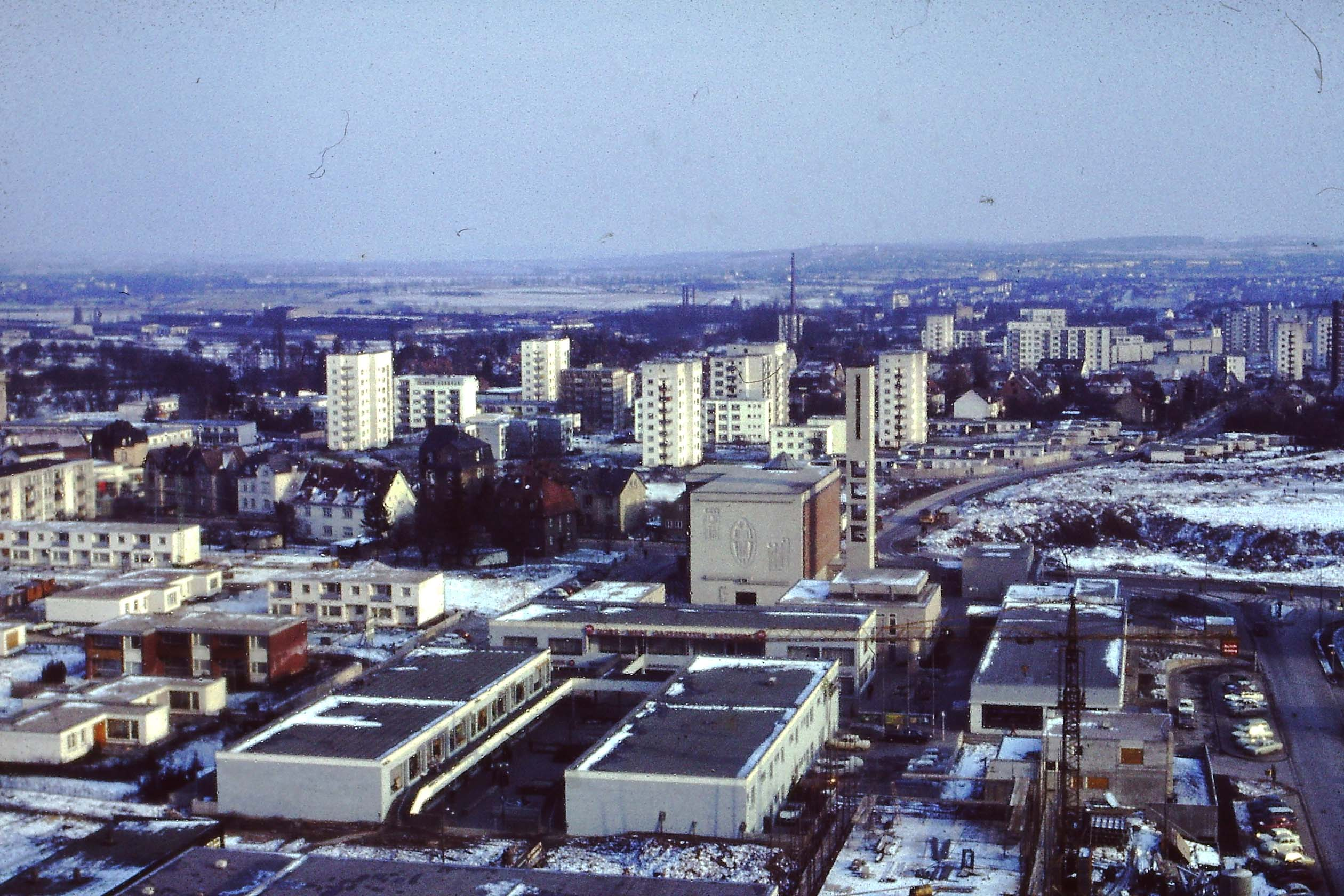
Frankfurt-Nordweststadt, construit entre 1962 et 1968
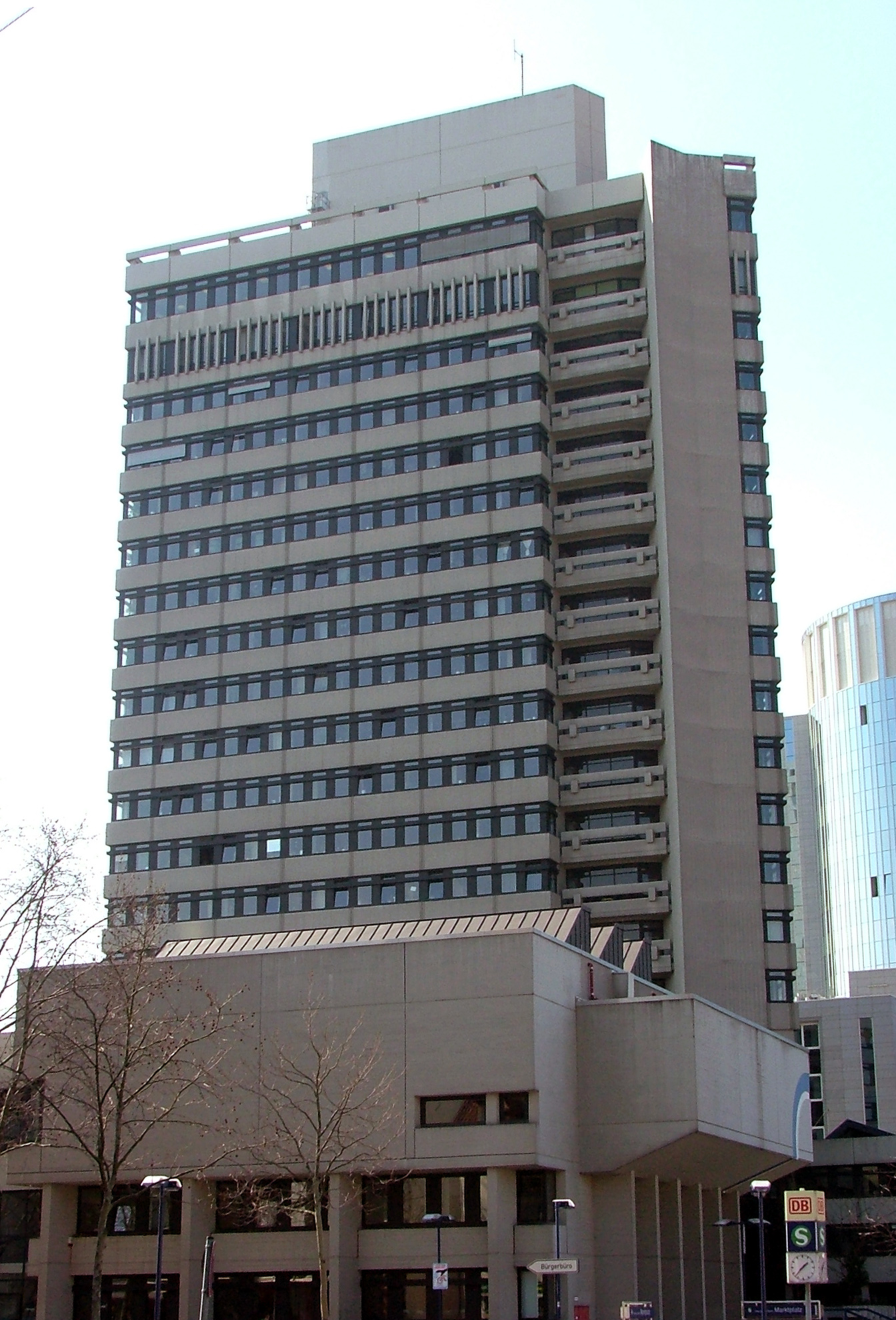
Mairie d'Offenbach-sur-le-Main, construite entre 1968 et 1971
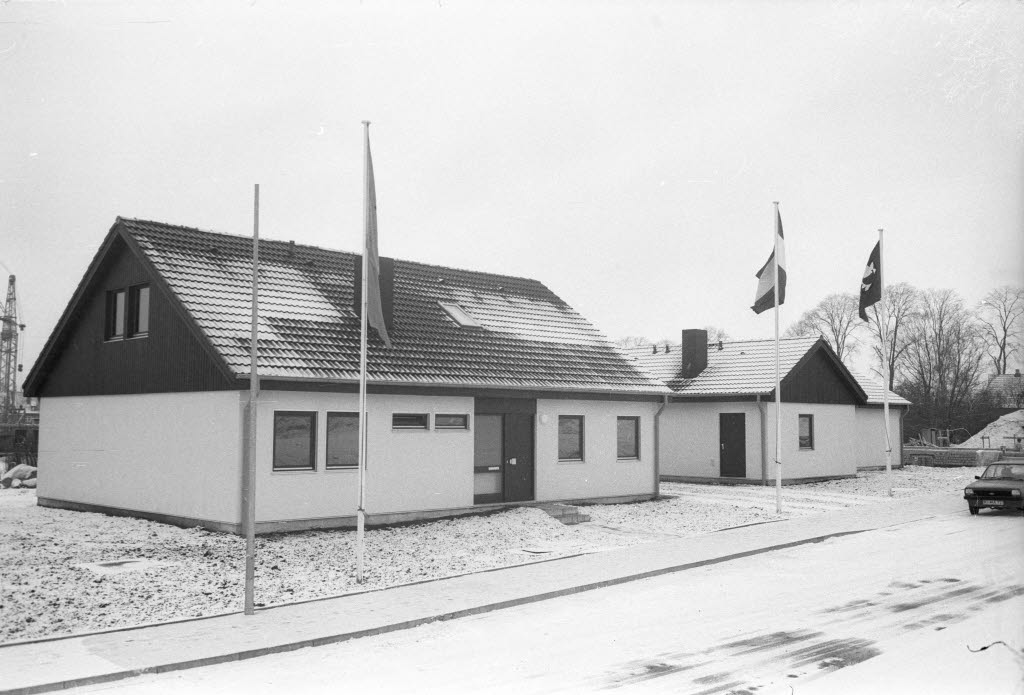
Maisons témoins Neue Heimat à Kiel-Suchsdorf
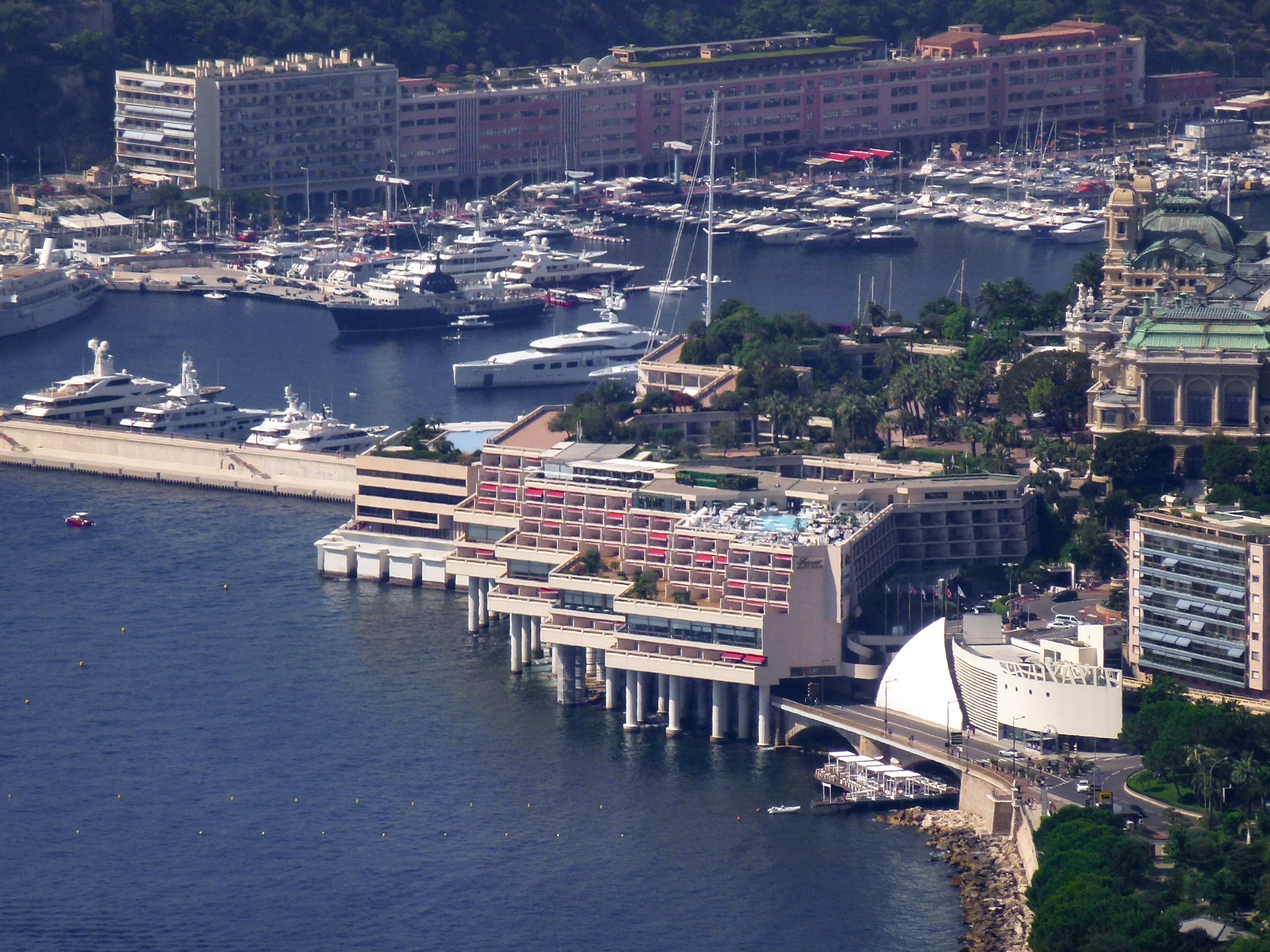
Centre de congrès et hôtel sur pilotis à Monaco (1972-1978), aujourd’hui Fairmont Monte Carlo
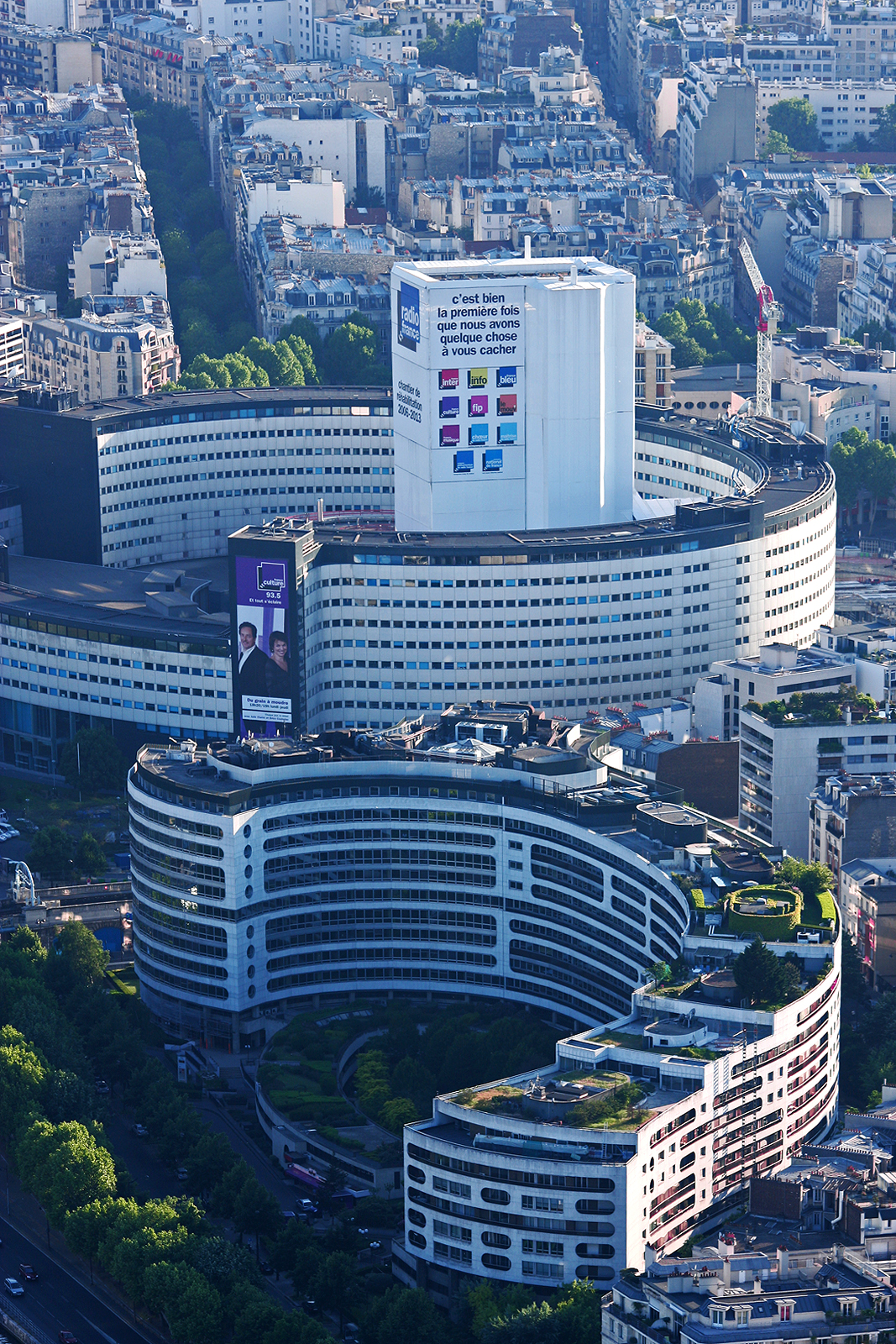
Passy (Paris): Passy Kennedy (devant), construit entre 1974 et 1981
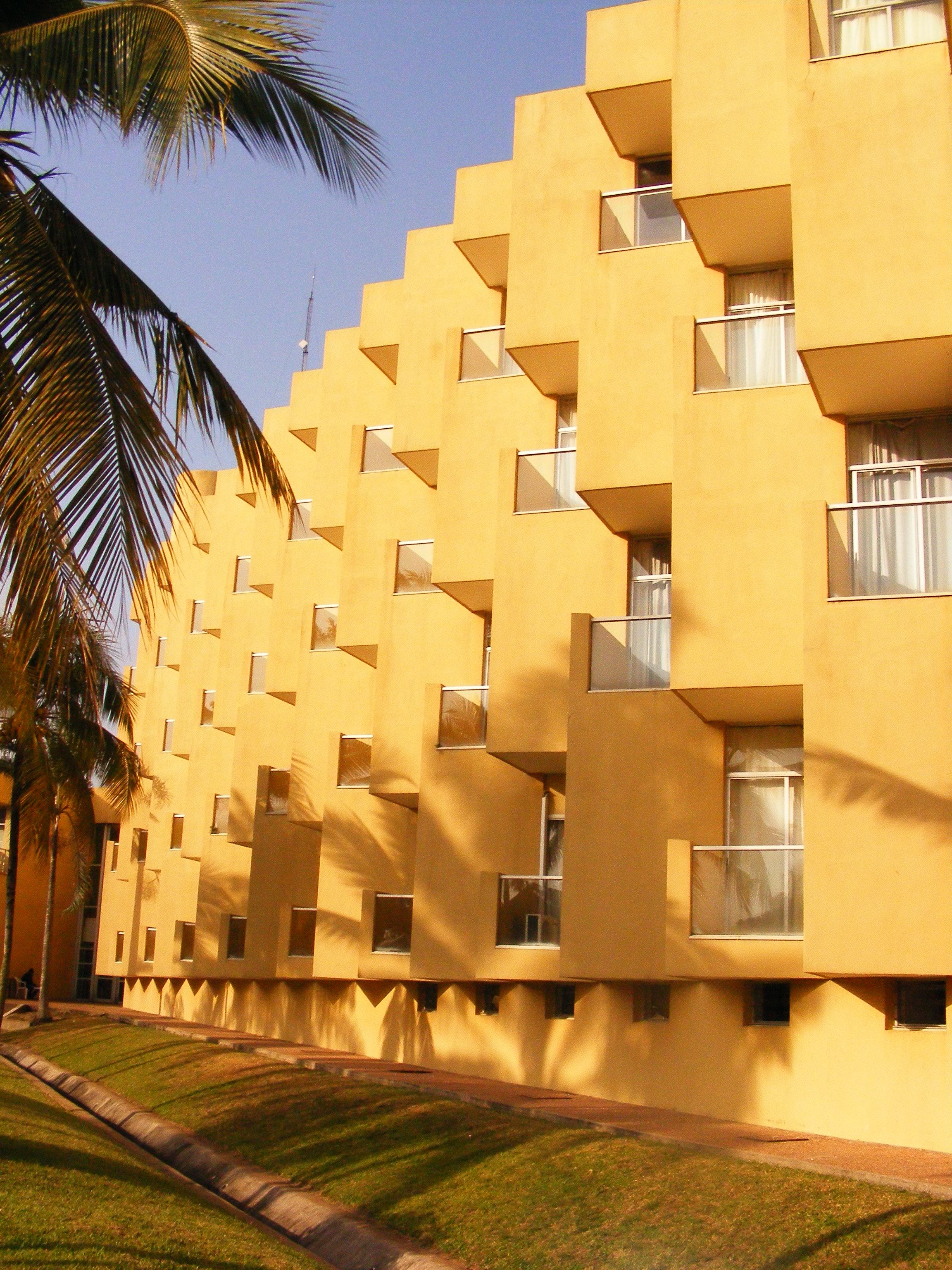
Hôtel du Golf à Abidjan, Côte d’Ivoire, achevé en 1976